# Molino (Florida)
Molino is een plaats (census-designated place) in de Amerikaanse staat Florida, en valt bestuurlijk gezien onder Escambia County.

## Demografie
Bij de volkstelling in 2000 werd het aantal inwoners vastgesteld op 1312.

## Geografie
Volgens het United States Census Bureau beslaat de plaats een oppervlakte van
18,1 km², waarvan 18,0 km² land en 0,1 km² water. Molino ligt op ongeveer 28 m boven zeeniveau.

## Plaatsen in de nabije omgeving
De onderstaande figuur toont nabijgelegen plaatsen in een straal van 32 km rond Molino.